# Charles Bolzinger
Charles Bolzinger, né le 14 décembre 2000 à Sète, est un handballeur professionnel français.
Il joue au poste de gardien de but pour le club du Montpellier Handball depuis la saison 2021-2022 et en Équipe de France depuis 2023.

## Biographie
Né en décembre 2000 à Sète, Charles Bolzinger a débuté la pratique du handball au sein du club de Frontignan la Peyrade. À 15 ans et demi, il intègre la section sport études de Montpellier. Dès la première année, il effectue des stages avec l'équipe de France jeunes et intègre le centre de formation montpelliérain, qui fait figure de référence nationale en la matière. En 2021, il y signe son premier contrat professionnel.
Troisième gardien derrière Marin Šego et Kévin Bonnefoi puis Rémi Desbonnet et Bonnefoi, il s'impose au début de la saison 2022-2023, comme le gardien numéro 1 du club héraultais et est appelé en  Équipe de France pour participer au Championnat du monde 2023. Il entre en jeu durant deux des matchs qui ont mené la France en finale, ce qui fait de lui le plus jeune gardien de l'histoire des bleus.
Au terme de la saison, il est élu meilleur gardien de but et meilleur espoir du championnat de France.
Le 18 mai 2025, à l’issue d’une finale disputée contre le Paris Saint-Germain, conclue par une séance de tirs au but, il réalise l’arrêt décisif qui permet à son équipe d’accéder à la mort subite, avant de remporter, pour la première fois de sa carrière en club, la Coupe de France.

## Palmarès

### En équipe nationale
Championnats du monde
- Médaille d'argent au Championnat du monde 2023
- Médaille de bronze au Championnat du monde 2025

Championnats d'Europe
- Médaille d'or au Championnat d'Europe 2024

### En club
Compétitions internationales
- Ligue européenne (C3)
  - Finaliste en 2025

Compétitions nationales
- Championnat de France
  - Deuxième en 2023
- Coupe de France
  - Vainqueur en 2025
  - Finaliste en 2023

### Distinctions individuelles
- Élu meilleur gardien de but et meilleur espoir du championnat de France 2022-2023
- Élu joueur du mois de février 2023 du championnat de France